# كريستوفر ماير (دبلوماسي)
كريستوفر ماير (بالإنجليزية: Christopher Meyer)‏ هو دبلوماسي بريطاني، ولد في 22 فبراير 1944.